# Tropidion salamis
Tropidion salamis là một loài bọ cánh cứng trong họ Cerambycidae.